# Musée Charles-Dickens
Le musée Charles-Dickens (Charles Dickens Museum en anglais) est une maison de l'Époque georgienne devenue musée depuis 1925, au 48, Doughty Street dans le quartier de Bloomsbury, à Londres, en Angleterre, où vécut le célèbre écrivain Charles Dickens durant deux ans de sa vie entre 1837 et 1839. Dans cette maison, on retrouve toutes les pièces d'une maison victorienne (drawing room, morning room, etc.).
Ce site est desservi par la station de métro Russell Square.

## Histoire
Charles Dickens vécut dans cette demeure de quatre étages et un sous-sol, dans le quartier résidentiel de Londres à l'âge de 25 ans à une période productive de sa vie où sa carrière littéraire s'envolait.
Il y écrivit entre autres quatre œuvres : Oliver Twist, Les Aventures de M. Pickwick, Nicholas Nickleby et Barnabé Rudge...
Il y reçoit à dîner les écrivains John Forster, Leigh Hunt et Harrison Ainsworth.

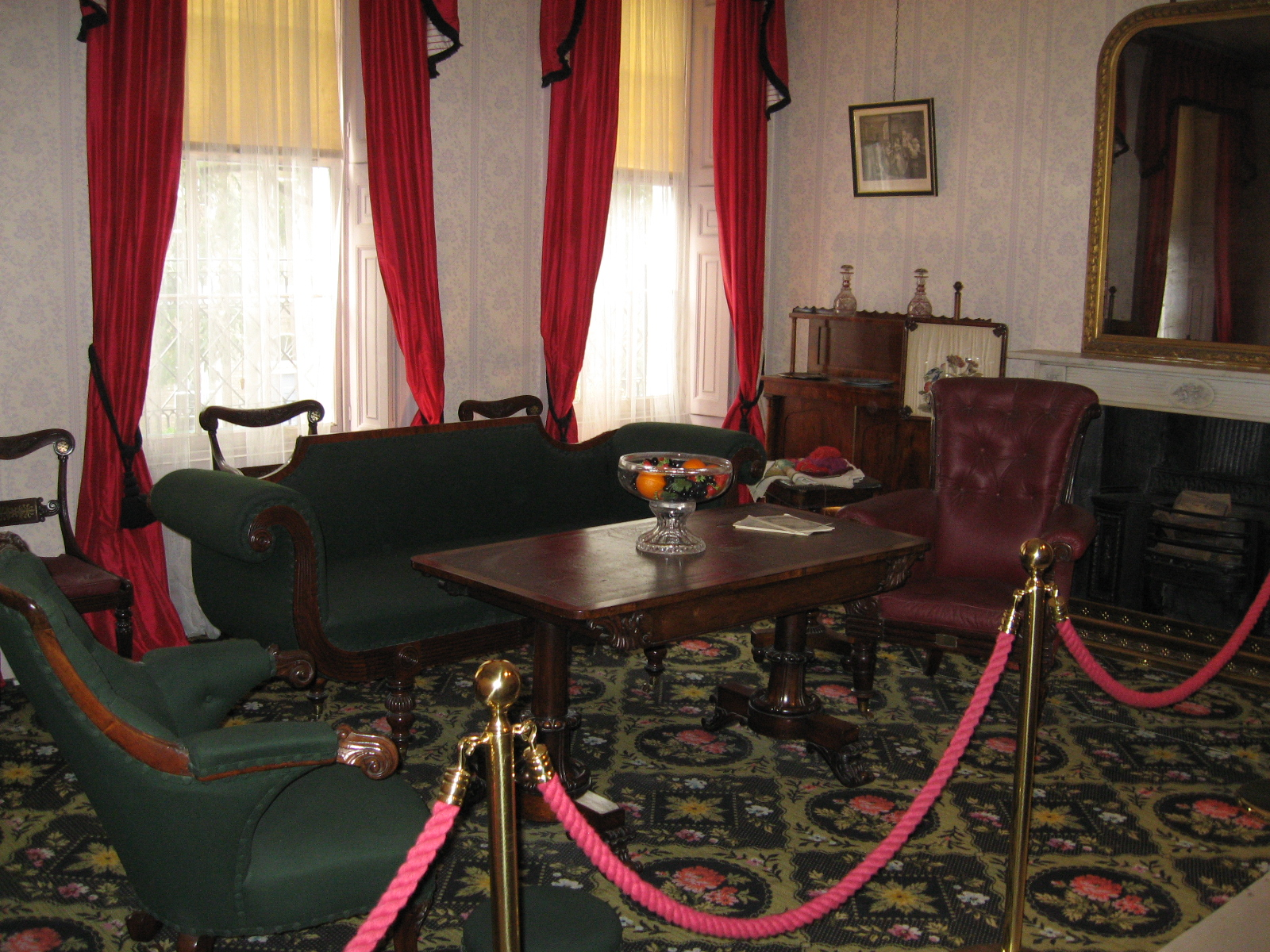
Salon
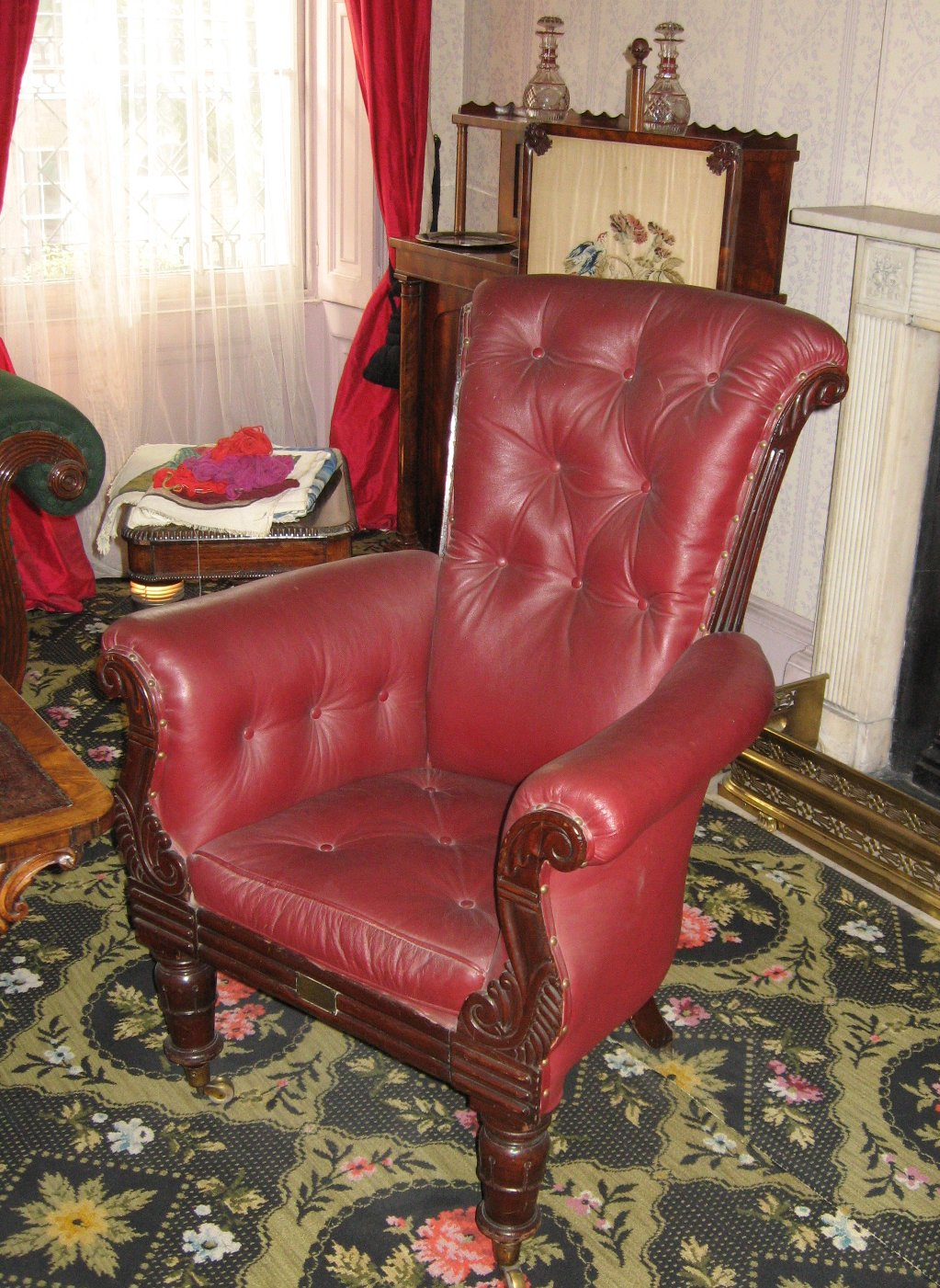
Fauteuil de Dickens
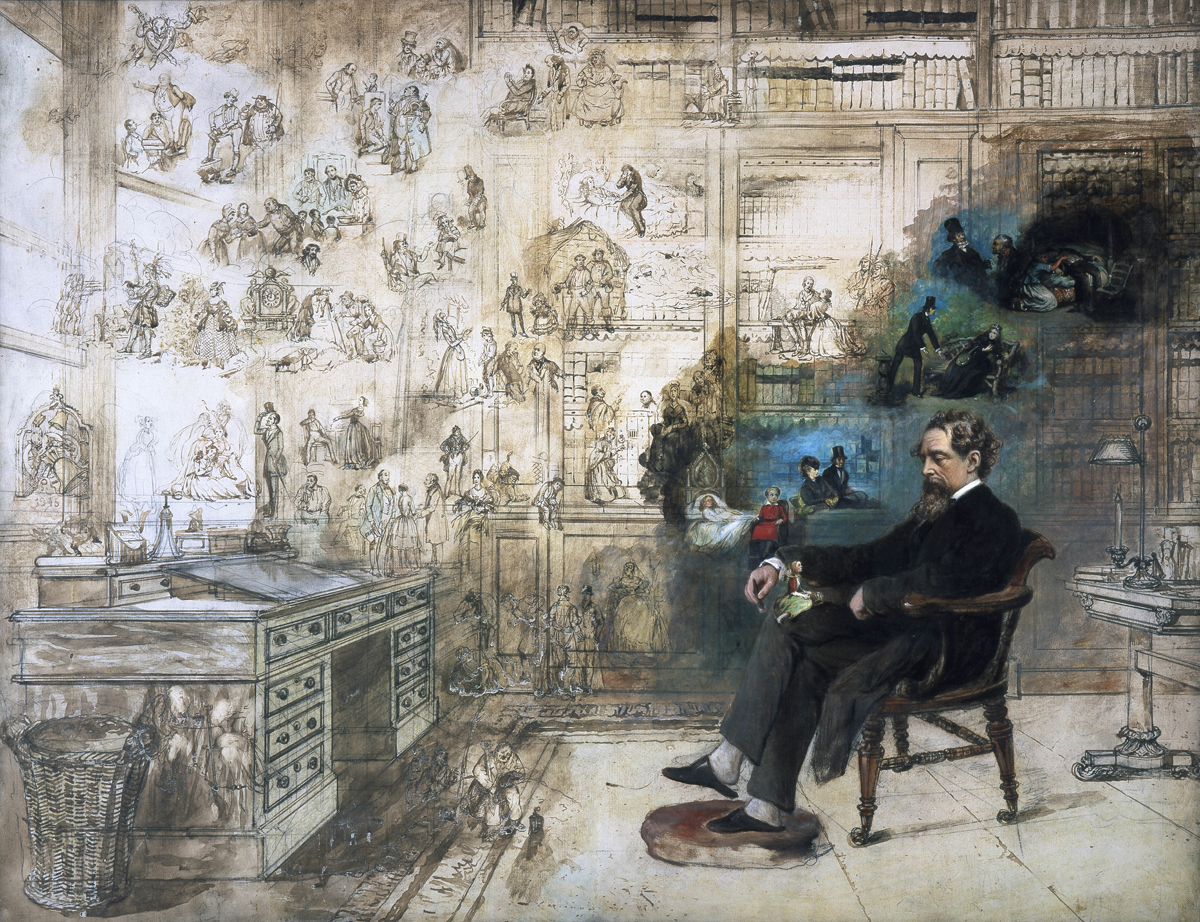
Le Rêve de Dickens

## Tourisme
Cette demeure faillit disparaître en 1923 et fut sauvée par l'association « The Dickens Fellowship » créée en 1902 qui a racheté la propriété, rénové la maison et créé le musée Charles Dickens.
Depuis 1925, la maison est devenue un musée, qui expose : des manuscrits, des peintures, des éditions rares et des meubles originaux et objets ayant appartenu à la famille Dickens, ainsi que de nombreux articles.